# ウォール街爆破事件

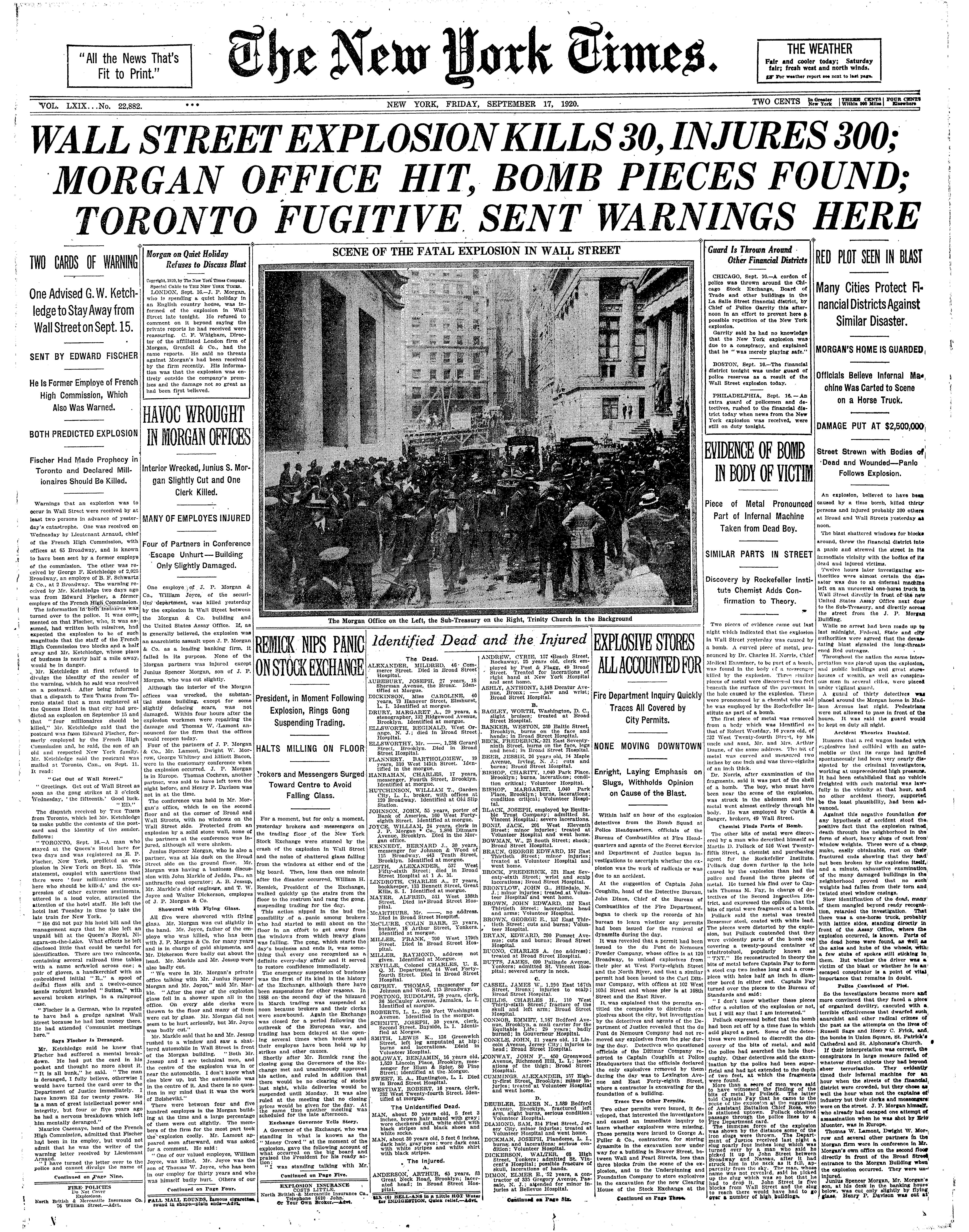
本事件を伝えるニューヨーク・タイムズの一面

ウォール街爆破事件（ウォールがいばくはじけん）は、1920年9月16日木曜日の12:01 pmにアメリカ合衆国のウォール街で発生したテロ事件である。この爆発により30人が即死、10人が爆風による負傷により死亡した。重傷者は143人にのぼり、合計で数百人が負傷した:160–61。
本事件は未解決事件であるが、捜査機関と歴史家は、このテロの前年に無政府主義者による一連の爆発事件に関与していたイタリア人無政府主義者ルイージ・ガレアーニの支持者たちが犯人であると考えている。

## 攻撃
正午、ウォール街の昼食時の人混みの中を馬車が通り過ぎ、金融街で最も賑わう23 Wall StreetにあるJ.P.モルガン銀行本店の向かいに停車した。馬車の中には、タイマーで爆発するように仕掛けられた100ポンド (45 kg) のダイナマイトと500ポンド (230 kg) の重い鋳鉄製の窓枠用重りが積まれていた :77。爆発により重りは空中を猛烈な勢いで吹き飛ばされた。馬と馬車は粉々に吹き飛んだが、御者は馬車から降りて脇道に逃げるのが目撃されている.。
犠牲者40名のほとんどは、郵便配達員、速記者、事務員、ブローカーとして働く若者だった。負傷者の多くは重傷を負った:329–30。爆弾は200万米ドル（現在の価値で3,041.9万米ドル）以上の物的損害を与え、モルガン銀行の建物の内部空間の大部分を破壊した。
爆発から1分以内に、ニューヨーク証券取引所（NYSE）のウィリアム・H・レミック所長は、パニックを防ぐために取引を停止した。屋外では、救助隊員が病院への搬送に奔走した。17歳の郵便配達員、ジェームズ・ソールは、駐車中の車を徴用し、30人の負傷者を地域の病院に搬送した。警察官は現場に駆けつけ、応急処置を行い、近くの自動車をすべて救急搬送車両として徴用した。

## 反応
司法省捜査局（BOI、後の連邦捜査局、FBIの前身）は、この爆弾事件を直ちにテロ行為とは断定しなかった。捜査官たちは、多くの罪のない人々が殺害されたこと、そして比較的軽微で、構造的な損傷には至らない程度に損壊した建物を除けば、明確な標的がなかったことに困惑した。事故の可能性を探るため、警察は爆発物の販売業者や運送業者に接触した。テロ当日の午後3時30分までには、ニューヨーク証券取引所の理事会は会議を開き、翌日も取引を行うことを決定した。作業員は通常の業務が行えるよう、夜通しで現場を清掃したが、その過程で警察の捜査に役立つ可能性のある物的証拠が破壊されてしまった:160–61。愛国者団体であるアメリカ革命の息子たちは、事件の翌日（9月17日）に、まさに同じ交差点で憲法記念日を祝う集会を予定していた。9月17日、前日の攻撃に屈することなく、何千人もの人々が集会に参加した:166–68。

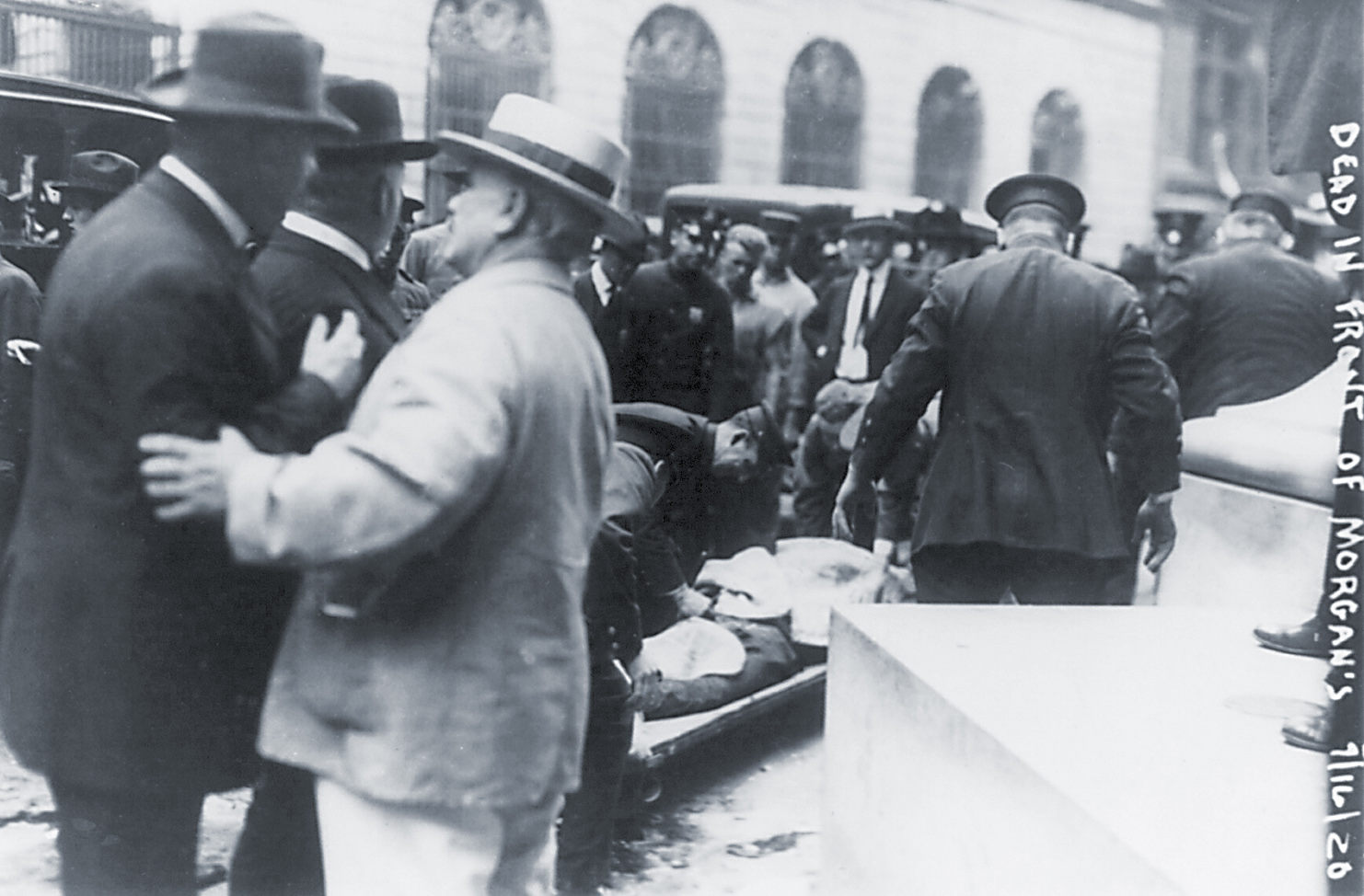
Captioned "爆破事件当日に撮影された、J.P.モルガン銀行前の遺体

ニューヨーク地方検事補は、爆弾の起爆時刻、場所、運搬方法のすべてがウォール街とJ.P.モルガンを標的としていると指摘し、ボルシェビキ、アナーキスト、共産主義者、あるいは戦闘的な社会主義者など、資本主義に反対する過激派による犯行であることを示唆した:150–51。捜査官たちはすぐに、米国の金融機関や政府機関に反抗し、暴力的な報復手段として爆弾を使用することで知られる過激派グループに焦点を当てた.。アメリカの金ぴか時代を通して、過激なイデオロギーと暴力は、変革を起こすための抗議手段として、様々なグループによって利用されてきた。単純な抗議だけでは不十分な場合、これら過激派は、自分たちの声を届けるために冷酷な手段に訴えた。暴力は彼らの大義全体にとって有害であることが証明されたものの、多くの歴史家は、これが階級全体にわたる変革を促進することを目的とした過激な行動の明確な一例であると見ている。彼らは、ウォール街の爆弾は榴散弾として作用するように設計された重い窓枠用重りが詰め込まれており、昼食時の混雑時に金融関係者や機関への犠牲者を増やすために路上で爆発させたと指摘している。
当局は最終的に、ウォール街爆破事件の犯人をアナーキストと共産主義者であるとした。ワシントン・ポスト紙はこの攻撃を「戦争行為」と呼んだ。この爆破事件は、警察と連邦捜査官が外国人過激派の活動と動向を追跡するための新たな取り組みを促した。犯人を追跡せよという国民の要求は、J・エドガー・フーバーが率いる一般情報部を含む、BOIの役割の拡大につながった:272–82。ニューヨーク市警察（NYPD）もまた、市内の「過激な集団」を監視するための「特別警察、または秘密警察」の結成を推進した。
9月17日、BOIは爆発直前にウォール街周辺の郵便局の私書箱で見つかったビラの内容を公開した。白い紙に赤いインクで印刷されたそのビラには、「忘れるな、我々はもはや容認しない。政治犯を解放せよ、さもなくばお前たち全員が確実に死ぬことになる」と書かれていた。一番下には「アメリカのアナキスト戦士」と書かれていた:171–75。BOIはすぐに、このビラを根拠に事故による爆発の可能性は排除されると判断した。BOI長官のウィリアム・J・フリンは、このビラは1919年6月のアナーキスト爆破事件で見つかったビラと類似していると指摘した:171–75。